# Mary Pérez de Marranzini
María Altagracia Pérez Pintado conocida como Mary Pérez de Marranzini (Santo Domingo, República Dominicana, 20 de septiembre de 1926–8 de mayo de 2025), fue una filántropa dominicana, reconocida por haber sido la fundadora y presidenta de la Asociación Dominicana de Rehabilitación, una institución creada en 1963 para brindar servicios a las personas con discapacidad física motora e intelectual.

## Vida familiar
Es hija de Celso Pérez, nativo de Asturias, España y Carmen Pintado de Pérez, portorriqueña hija de españoles. Estuvo casada con Constantino Marranzini, tuvo tenido cuatro hijos; el primogénito, Celso, enfermó en 1959 de poliomielitis. Las secuelas que le causó la enfermedad motivaron a Doña Mary para implicarse en la erradicación de la poliomielitis en República Dominicana.

## Trayectoria
A través de la Asociación Dominicana de Rehabilitación logró cambiar la manera de atender integralmente a las personas con discapacidad física e intelectual en la República Dominicana.
Su experiencia le ha permitido involucrarse en diferentes organismos nacionales e internacionales entre los que se encuentran: la Secretaría para Rehabilitación, la Comisión Nacional de Salud, el Consejo Nacional de Drogas, la Comisión Nacional para el Desarrollo, el Consejo Nacional de Seguridad Social, el Consejo Nacional para la Prevención, Educación, Rehabilitación e Integración Social de las Personas con Minusvalía, entre otras participaciones en revisiones de leyes a favor de las personas con discapacidad, charlas y encuentros nacionales e internacionales.

## Reconocimientos
La historiadora Mu-Kien Sang Ben escribió el libro Una obra de amor y solidaridad para rememorar la historia de los 50 años de la Asociación Dominicana de Rehabilitación. En dicho libro se realzan los aportes de Mary Pérez como pionera en la atención integral de las personas con discapacidad en la República Dominicana. Pérez de Marranzini, además, ha sido galardonada por entidades nacionales e internacionales por su labor en la Asociación Dominicana de Rehabilitación. Entre estos reconocimientos están:
- El Paul Harris del Rotary Internacional.
- Premio al mérito Caonabo de Oro.[10]
- Protagonista en el Documental Mujeres extraordinarias[11]
- Nominada a Mujer del año en 2006.[12]
- Orden Papal San Silvestre, concedida por Juan Pablo II.
- Medalla al Mérito Militense.
- Orden Duarte, Sánchez y Mella.
- Munícipe Distinguida de la Ciudad de Santo Domingo, Primada de América.
- Ciudadana Honoraria de Dallas, Texas.
- Doctorado en Humanidades, Honoris Causa por la Universidad de Puerto Rico.
- Doctor honoris causa por la Universidad Mundial Dominicana.
- Galardón Gallo de Oro.[13][14]
- Medalla "Bien por ti” por la Vicepresidencia de la República Dominicana.[15]
- Reconocimiento al Mérito, por el Ayuntamiento del Distrito Nacional de la República Dominicana.
- Premio Mujeres que cambian el mundo del Banco BHDLeón.[16]